# FE-14
La FE-14 est une voie rapide urbaine qui pénètre Ferrol par l'est en venant de Fene (AP-9F)
Elle double la N-651.
D'une longueur de 5.8 km environ, elle relie l'AP-9F à l'est de l'agglomération au Port de Ferrol au centre de la ville.
Elle est composée de 4 échangeurs jusqu'au port.

## Tracé
- Elle débute à l'ouest de Fene pour ensuite contourner les zones industrielles du port.
- La FE-13 se détache à l'est du centre ville
- Elle continue vers le centre en croisant la future FE-11 avant de se terminer à la Carretera de Castilla

## Sorties
| Numéro de la sortie | Nom de la sortie                                                    | Bifurcation |
| ------------------- | ------------------------------------------------------------------- | ----------- |
|                     | Fene Centre - Neda La Corogne - Saint-Jacques-de-Compostelle AP-9F  |             |
|                     | Fene-Avenida del Mar                                                |             |
|                     | Ferrol Centre Ferrol-Avenida Nicasio Perez - Ferrol-Avenida del Mar | FE-13       |
|                     | Ferrol-Avenida de la Trinchera                                      | FE-11       |
|                     | Ferrol-Estrada de Castilla                                          |             |
|                     | Ferrol-Avenida de Trinchera - Ferrol-Anitgua Via de Ferrocaril      | FE-11       |
|                     | Ferrol-Estrada de la Castilla                                       |             |